# Sarinda cayennensis
Sarinda cayennensis är en spindelart som först beskrevs av Władysław Taczanowski 1871. 
Sarinda cayennensis ingår i släktet Sarinda och familjen hoppspindlar. Inga underarter finns listade i Catalogue of Life.